# Frontière(s)
Frontière(s) (La frontera del miedo en Latinoamérica) es una película francesa de terror y gore con un ligero trasfondo político, escrita y dirigida por Xavier Gens.

## Sinopsis
Año 2007. Las elecciones francesas se resuelven entre un partido conservador y otro de extrema derecha. La banlieue ha estallado en protestas, y un grupo de jóvenes han decidido aprovechar el tumulto para perpetrar un robo. Un hostal aislado parece ser el refugio perfecto, pero sus problemas no han hecho más que empezar cuando descubran que sus propietarios son un grupo de degenerados neonazis.

## Reparto
- Karina Testa ...  Yasmine
- Samuel Le Bihan ...  Goetz
- Estelle Lefébure ...  Gilberte
- Aurélien Wiik ...  Alex
- David Saracino ...  Tom
- Chems Dahmani ...  Farid
- Maud Forget ...  Eva
- Amélie Daure ...  Klaudia
- Rosine Favey ...  La vieille trachéo
- Adel Bencherif ...  Sami
- Joël Lefrançois ...  Hans
- Patrick Ligardes ...  Karl
- Jean-Pierre Jorris ...  Le Von Geisler
- Stéphane Jacquot ...  Policía
- Christine Culerier ...  Enfermero de urgencias
- Hervé Berty ...  Agente de seguridad del hospital
- Jean-Jérôme Bertolus ...  Jornalista de TV
- Antoine Coesens
- Sandra Dorset
- Henri-Pierre Plais
- Maiko Vuillod
- Patrick Vigne
- Yannick Dahan

## Críticas
La película recibió críticas positivas. El 13 de mayo del 2008, Rotten Tomatoes le dio un 65% de críticas positivas, basadas en 20 críticas. Metacritic le dio una puntuación de 44 de 100, basada en 5 críticas.

## Nominaciones
Sitges - Festival internacional de Cine Fantástico de Cataluña
- 2007: Mejor película - Nominada[3]

## Estrenos
- Francia 1 de julio de 2007 (Agde Film Festival)
- Canadá 7 de septiembre de 2007 (Toronto International Film Festival)
- España 8 de octubre de 2007 (Sitges - Catalonian International Film Festival)
- España 11 de noviembre de 2007 (Málaga International Week of Fantastic Cinema)
- Francia 23 de enero de 2008
- Francia 24 de enero de 2008 (Gérardmer Film Festival)
- Rusia 21 de febrero de 2008
- UK 14 de marzo de 2008
- Alemania 29 de marzo de 2008 (Fantasy Filmfest Nights)
- Bélgica 5 de abril de 2008 (Brussels International Festival of Fantasy Films)
- México 9 de mayo de 2008
- USA 9 de mayo de 2008 (limitado)
- USA 13 de mayo de 2008 (Estreno en DVD)
- Brasil 20 de mayo de 2008 (Estreno en DVD)
- Turquía 13 de junio de 2008
- Polonia 20 de junio de 2008
- Islandia 10 de julio de 2008 (Estreno en DVD)
- Croacia 17 de julio de 2008
- Argentina 10 de septiembre de 2008 (Estreno en DVD)
- Japón 13 de septiembre de 2008
- Italia 7 de noviembre de 2008
- Finlandia 19 de noviembre de 2008 (Estreno en DVD)
- Colombia 30 de octubre de 2009